# 助惣焼
助惣焼（すけそうやき）は、江戸時代に江戸で売られた菓子。助惣ふの焼とも言う。
小麦粉を水に溶いて薄く伸ばして焼き、餡種を包んで作る。千利休が好んだ麩の焼きが変化したものとされる。麩の焼きでは味噌を巻くが、助惣焼は餡を巻く。
寛永年間に初めて、江戸麹町三丁目橘屋佐兵衛が販売し、麹町の名物だったとされる。江戸時代末期の風俗を著した『守貞謾稿』では、助惣焼について「温飩粉を薄くやきて餡を包み、麹町にて売る。今も存すれども廃れて買ふ人稀なり」とある。
助惣焼の別名をどら焼きと言い、助惣焼を現在のどら焼きの元祖とする説がある。